# Luidia
Luidia és un gènere d'estrelles de mar de la família Luidiidae en què és l'únic gènere. Les espècies de la família tenen una distribució cosmopolita.

## Característiques
Els membres del gènere es caracteritzen per tenir braços llargs amb puntes punxegudes amb franges d'espines. La superfície superior està coberta d'espines paxil·les, amb cims aplanats i coberts d'espínules. Les plaques marginals superiors són substituïdes per paxil·les, però les plaques marginals inferiors són grans i recobertes de paxil·les. Els peus ambulacrals no tenen ventoses, sinó que tenen dues regions inflades. Hi ha una boca, un esòfag i un estómac cardíac, però no hi ha estomacs o anus pilòrics. Les gònades es troben a sota dels costats de cada braç.
Les primeres etapes larvàries de les estrelles de mar es coneixen com a larves bipinnàries', i els membres d'aquest gènere no continuen el seu desenvolupament després d'aquest estadi fins a un estadi braquiolar abans de patir metamorfosi. Tot i això, són capaços de clonar larvàriament, tenint lloc una reproducció asexual mentre són larves. S'ha demostrat que té lloc tant en la natura com en cultius de laboratori, i s'ha estudiat mitjançant anàlisis moleculars de seqüències d'ARNt mitocondrials per identificar els taxons implicats.

## Taxonomia
Aquestes espècies són reconegudes per la World Register of Marine Species (WORMS):
- Luidia alternata (Say, 1825)
- Luidia amurensis Doderlein, 1920
- Luidia armata Ludwig, 1905
- Luidia asthenosoma Fisher, 1906
- Luidia atlantidea Madsen, 1950
- Luidia australiae Doderlein, 1920
- Luidia avicularia Fisher, 1913
- Luidia barbadensis Perrier, 1881
- Luidia bellonae Lütken, 1865
- Luidia changi Liu, Liao & Li, 2006
- Luidia ciliaris (Philippi, 1837)
- Luidia clathrata (Say, 1825)
- Luidia columbia (Gray, 1840)
- Luidia denudata Koehler, 1910
- Luidia difficilis Liu, Liao & Li, 2006
- Luidia ferruginea Ludwig, 1905
- Luidia foliolata (Grube, 1866)
- Luidia gymnochora Fisher, 1913
- Luidia hardwicki (Gray, 1840)
- Luidia herdmani A.M. Clark, 1953
- Luidia heterozona Fisher, 1940
- Luidia hexactis H.L. Clark, 1938
- Luidia inarmata Doderlein, 1920
- Luidia integra Koehler, 1910
- Luidia latiradiata (Gray, 1871)
- Luidia lawrencei Hopkins & Knott, 2010
- Luidia longispina Sladen, 1889
- Luidia ludwigi Fisher, 1906
- Luidia maculata Müller & Troschel, 1842
- Luidia magellanica Leipoldt, 1895
- Luidia magnifica Fisher, 1906
- Luidia mauritiensis Koehler, 1910
- Luidia neozelanica Mortensen, 1925
- Luidia orientalis Fisher, 1913
- Luidia patriae Bernasconi, 1941
- Luidia penangensis de Loriol, 1891
- Luidia phragma H.L. Clark, 1910
- Luidia porteri A.H. Clark, 1917
- Luidia prionota Fisher, 1913
- Luidia quinaria von Martens, 1865
- Luidia sagamina Doderlein, 1920
- Luidia sarsii Düben & Koren, 1845
- Luidia savignyi (Audouin, 1826)
- Luidia senegalensis (Lamark, 1816)
- Luidia sibogae Doderlein, 1920
- Luidia superba A.H. Clark, 1917
- Luidia tessellata Lutken, 1859
- Luidia yesoensis Goto, 1914

## Galeria d'imatges

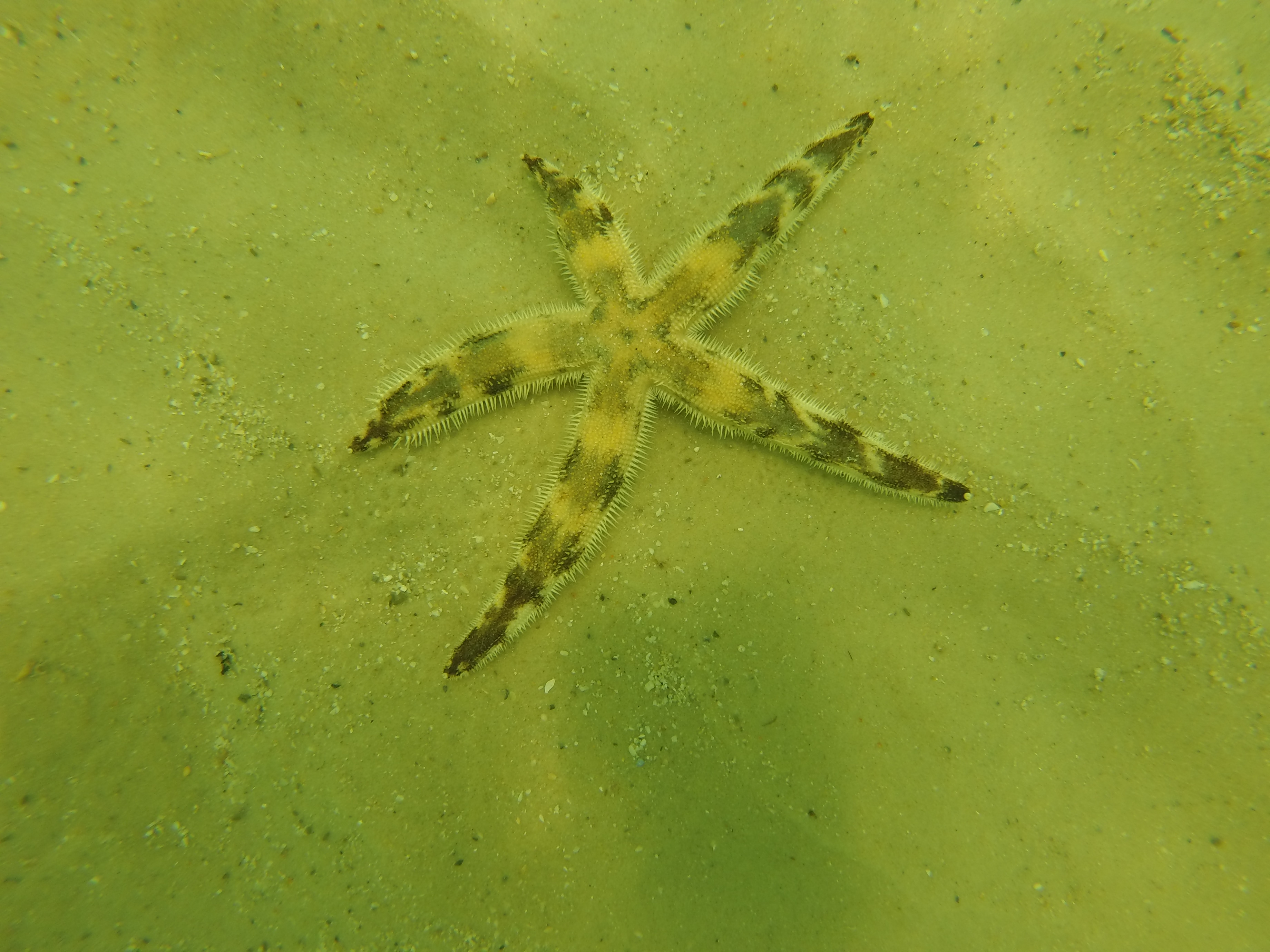
Luidia alternata
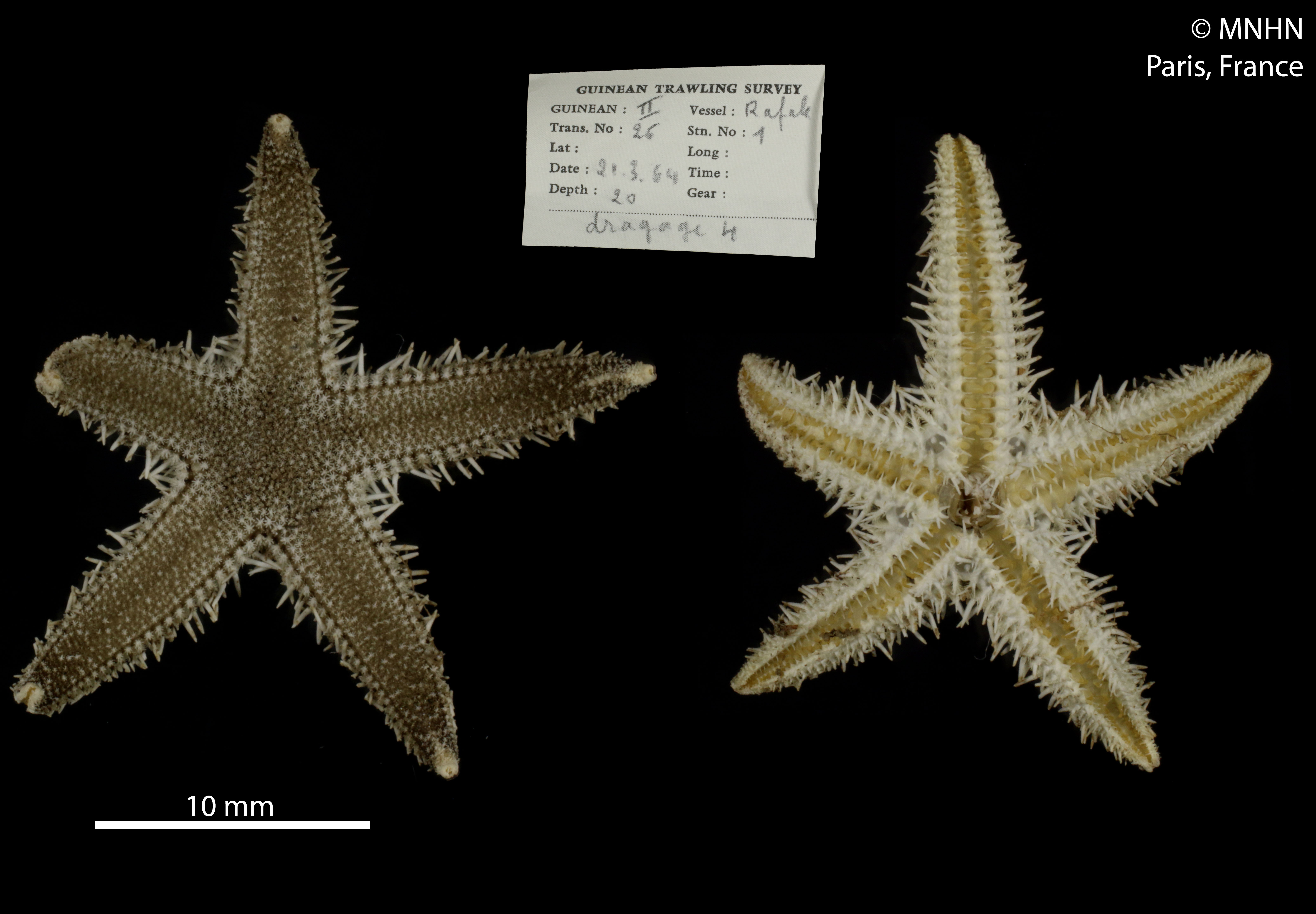
Luidia atlantidea (MNHN)
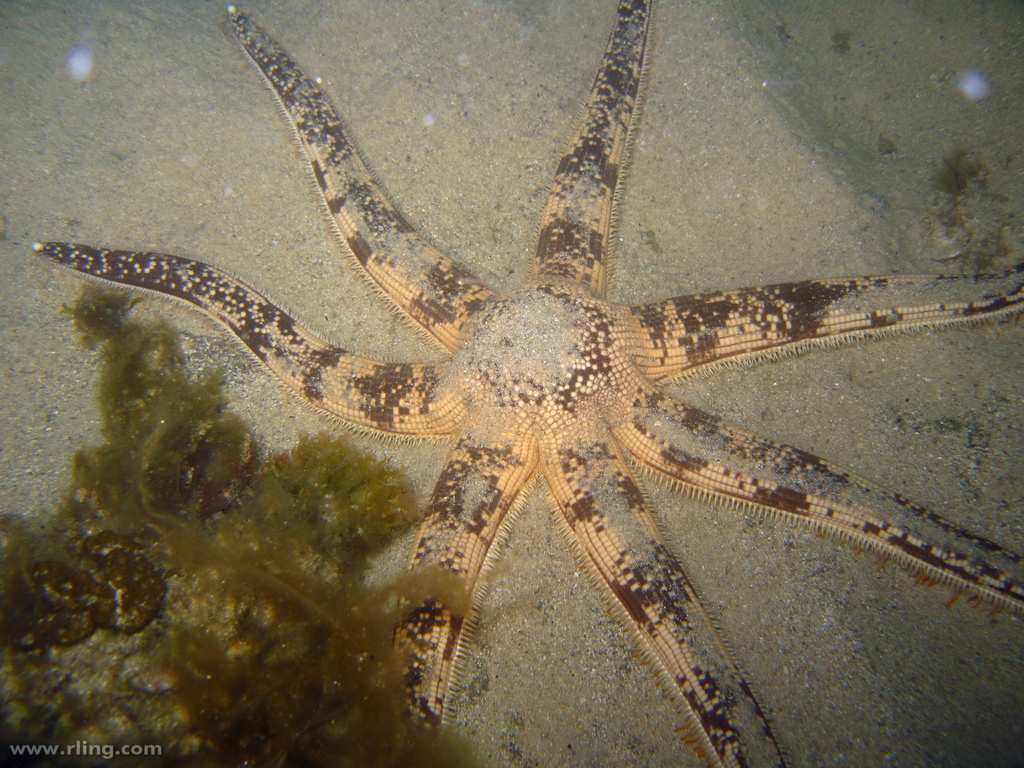
Luidia australiae.
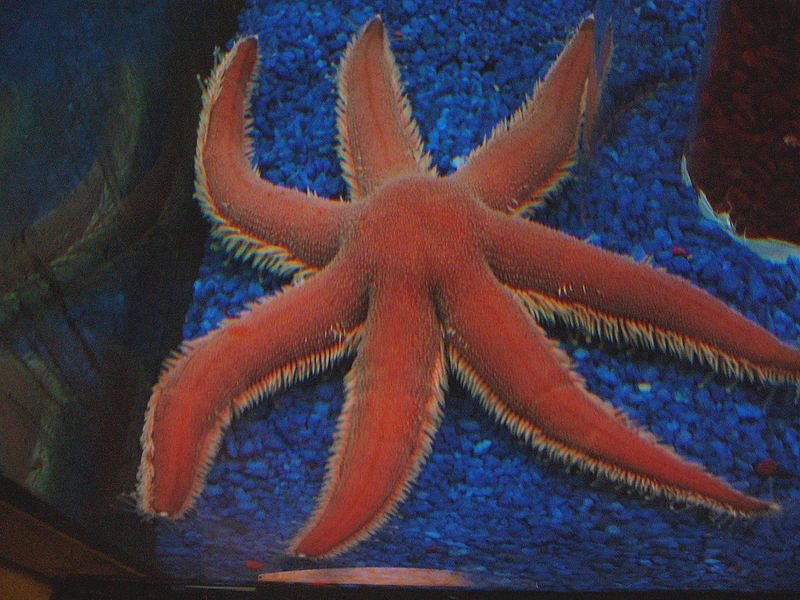
Luidia ciliaris.
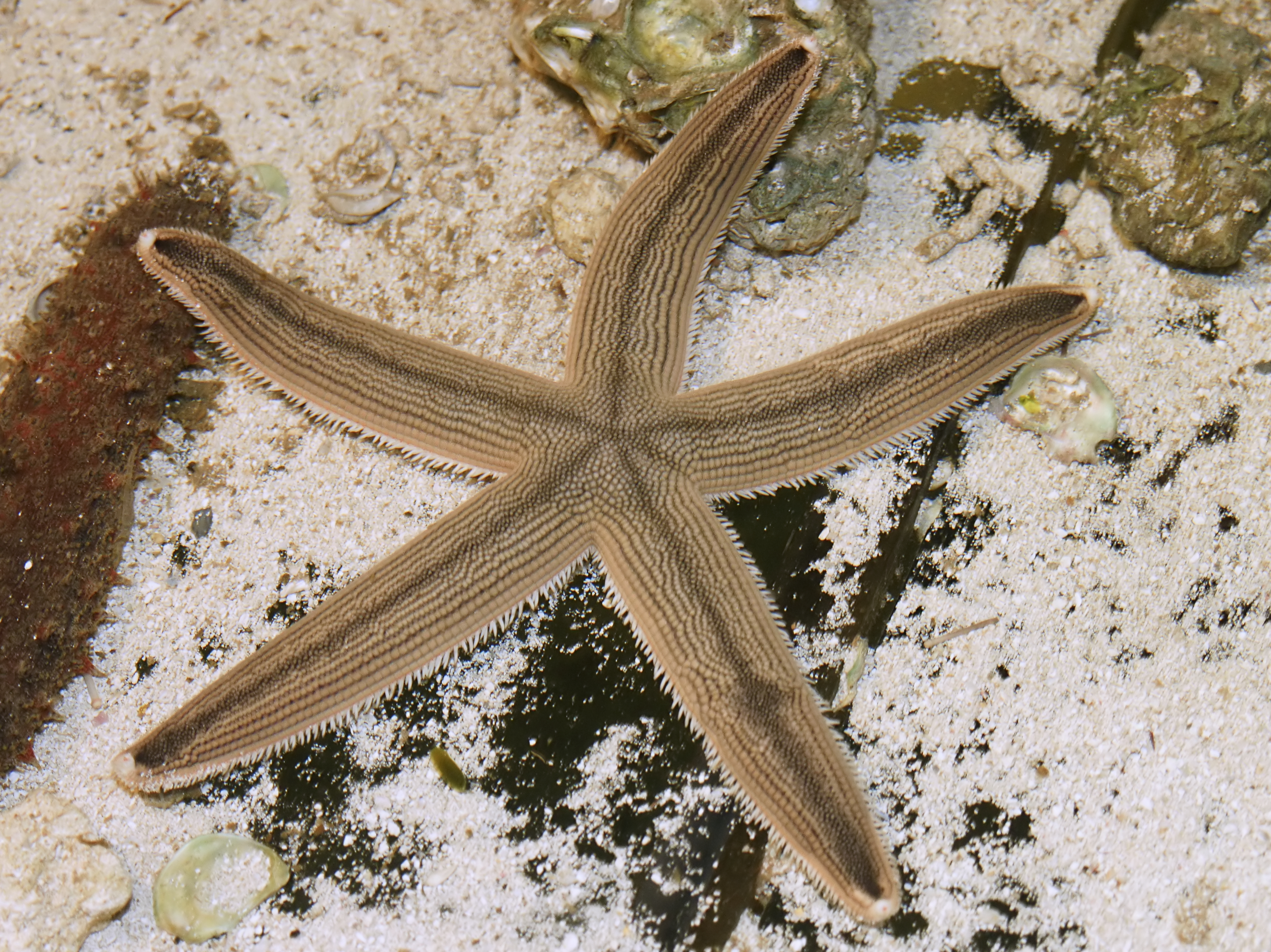
Luidia clathrata.
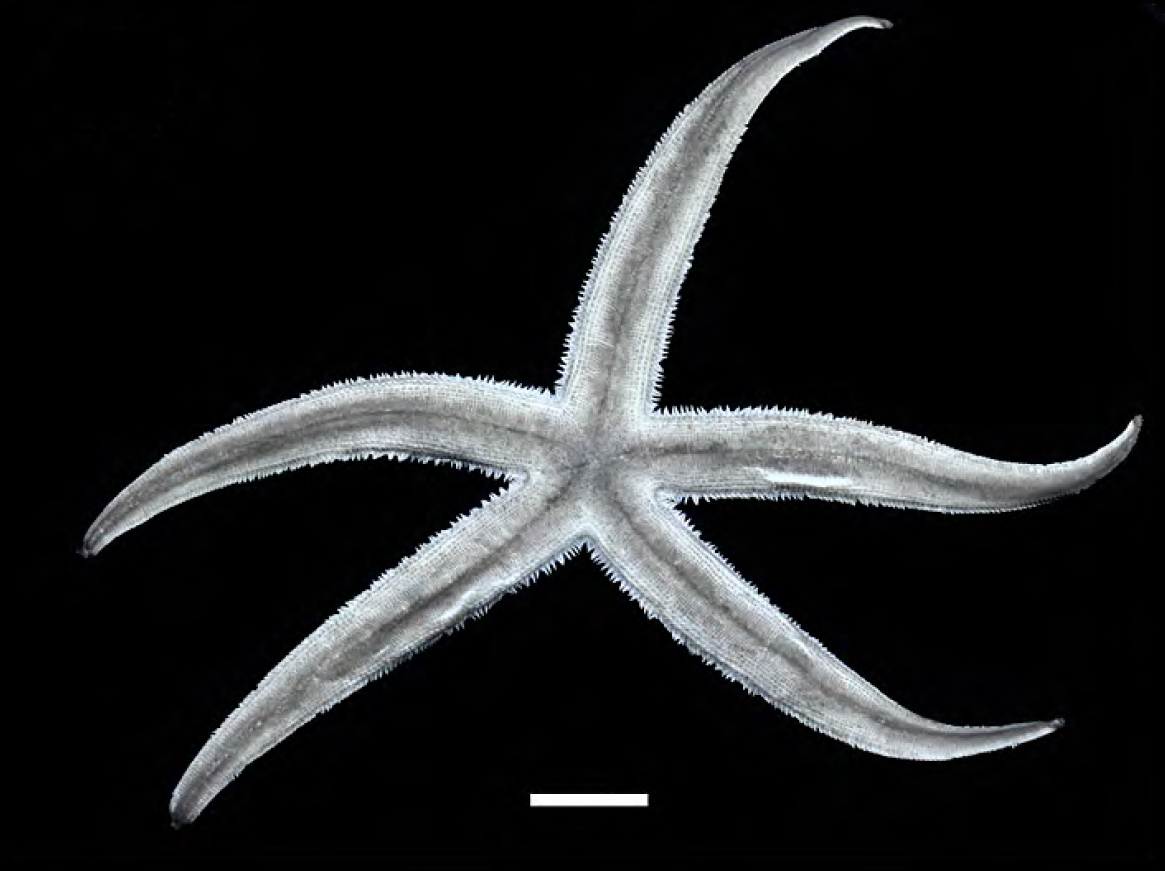
Luida columbia.
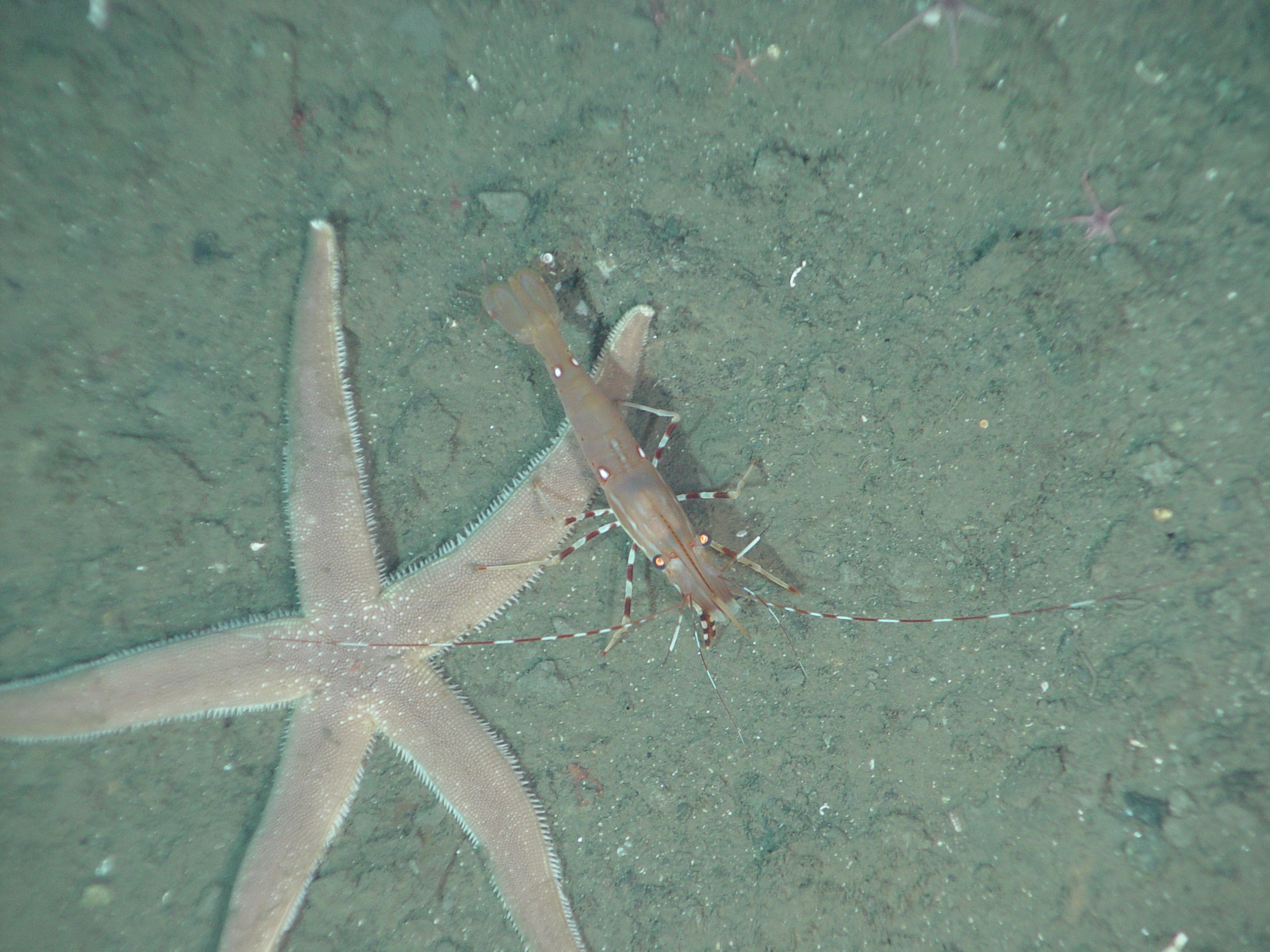
Luidia foliolata
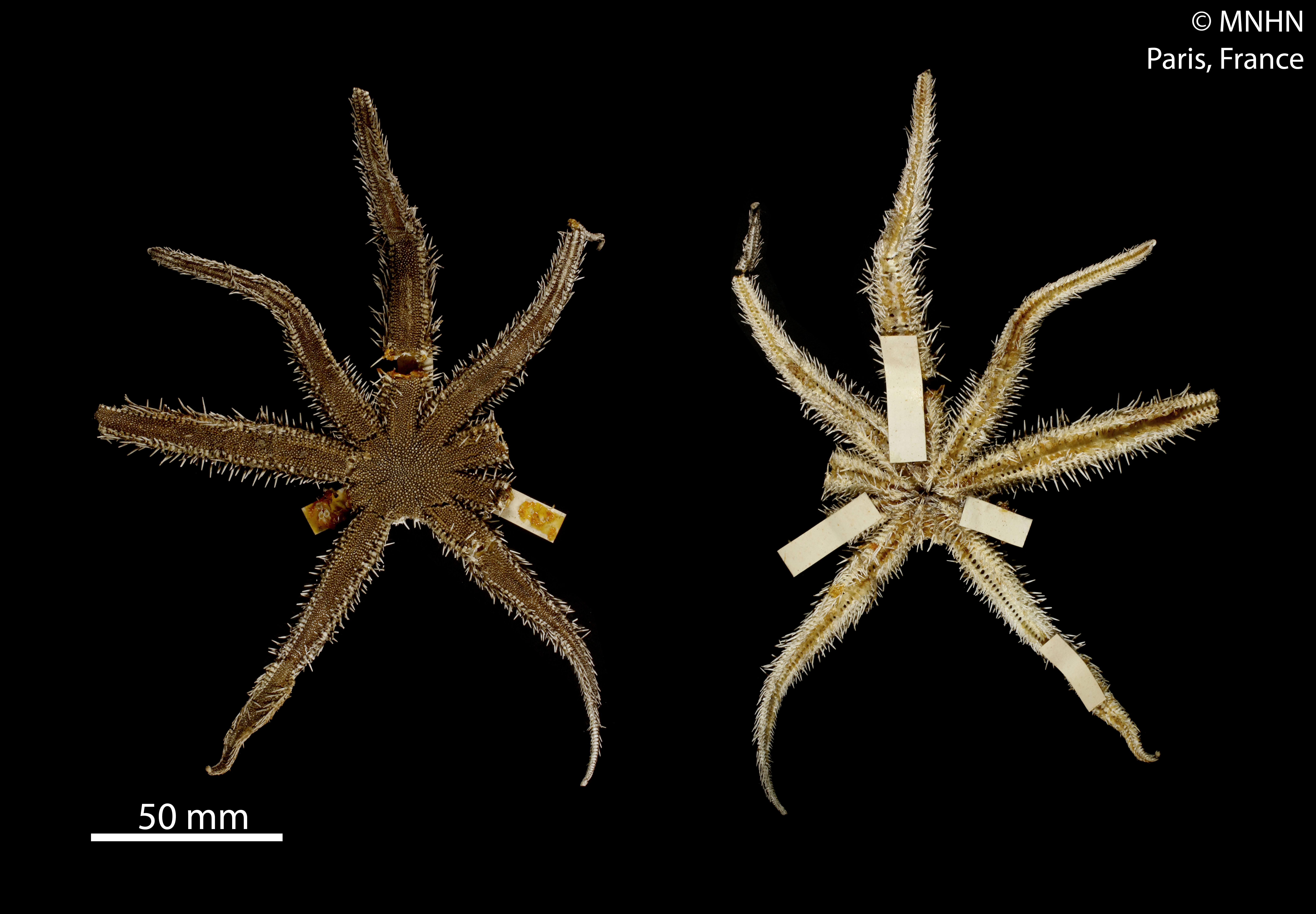
Luidia heterozona.
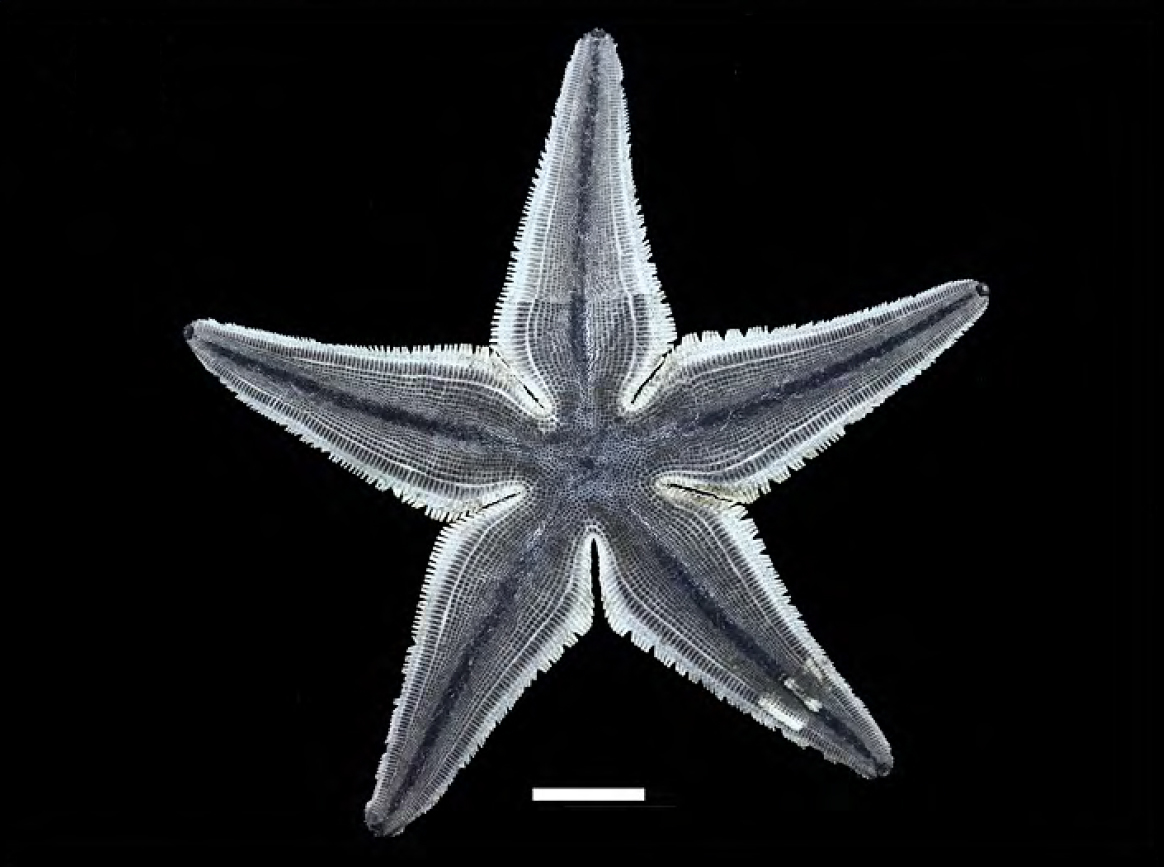
Luida latiradiata.
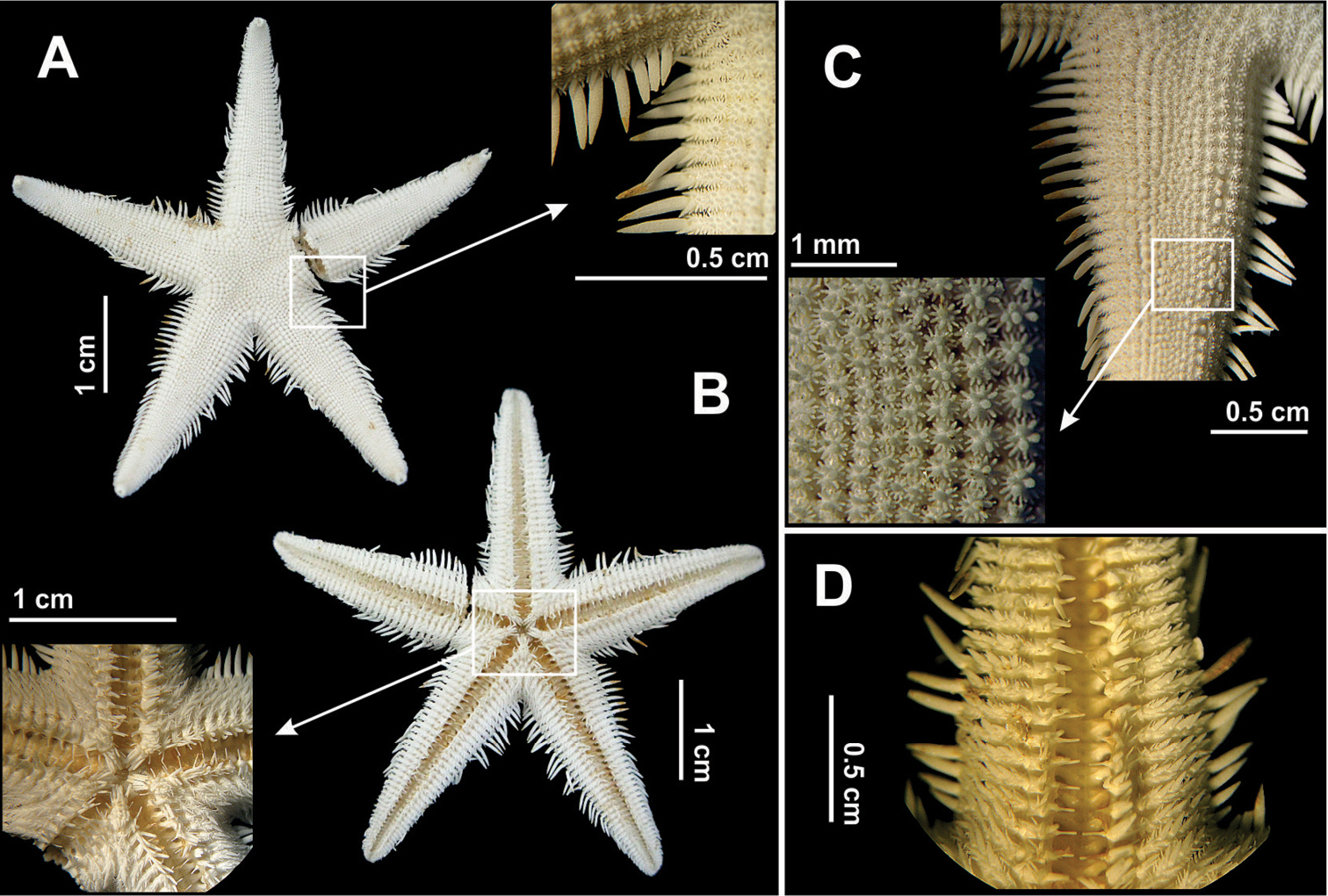
Luidia ludwigi.
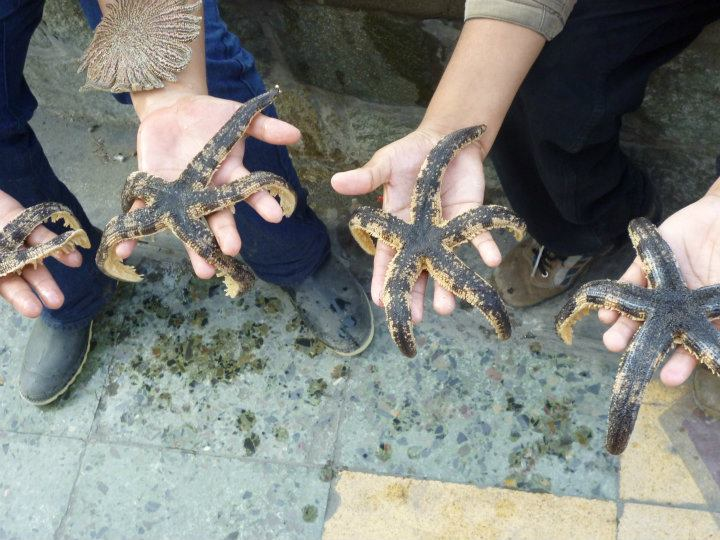
Luidia magellanica
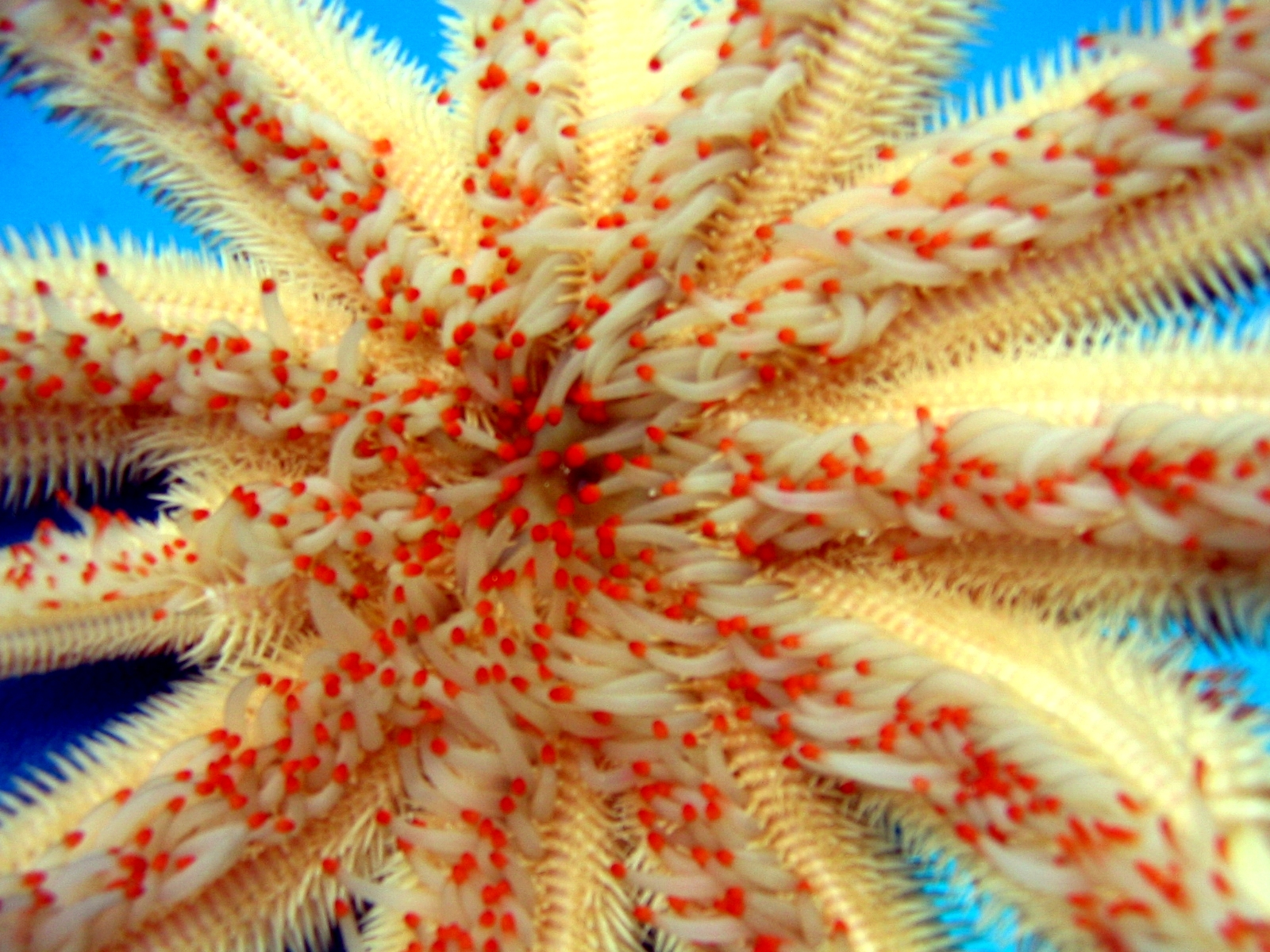
Luidia magnifica (oral face).
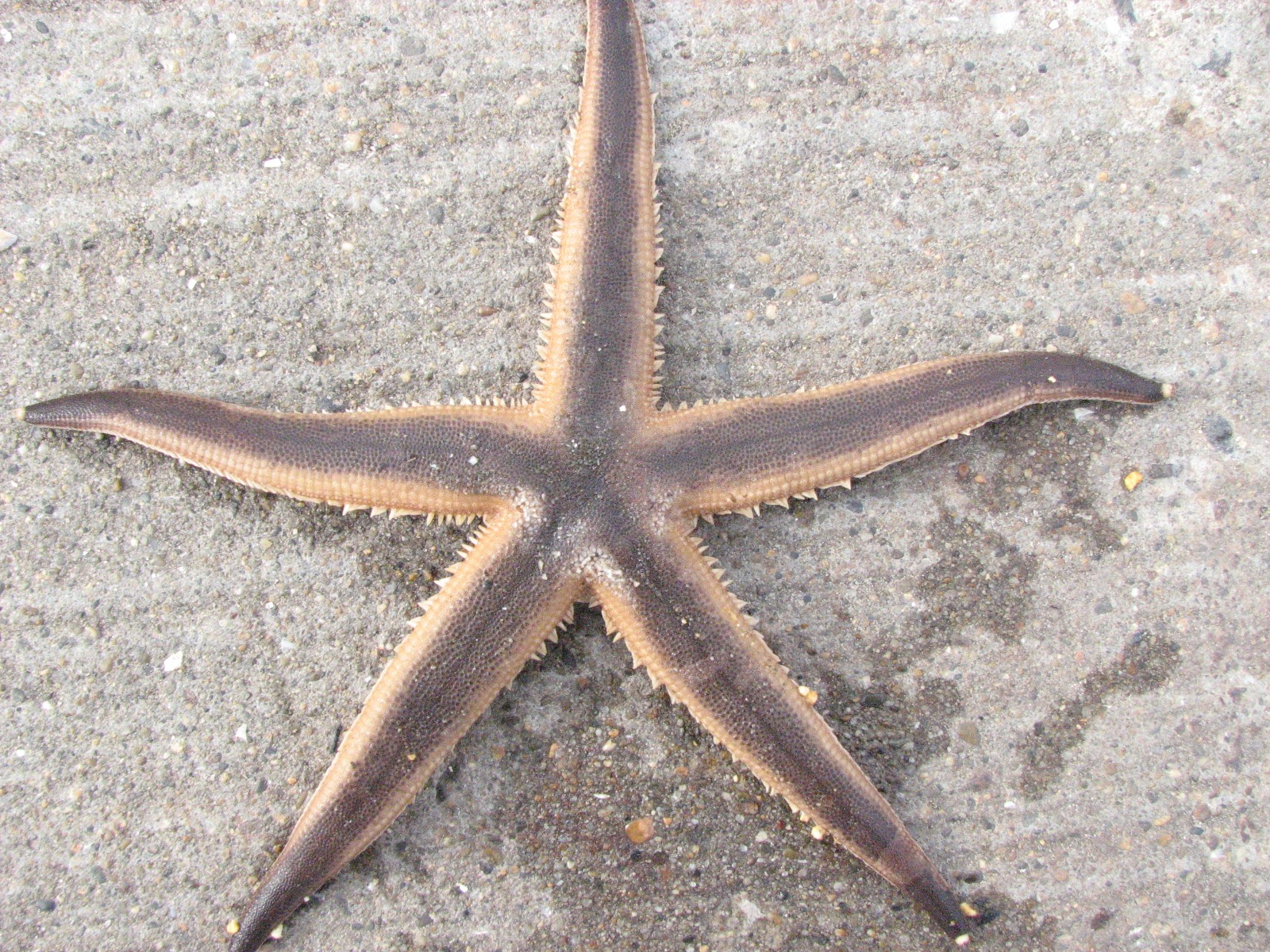
Luidia quinaria
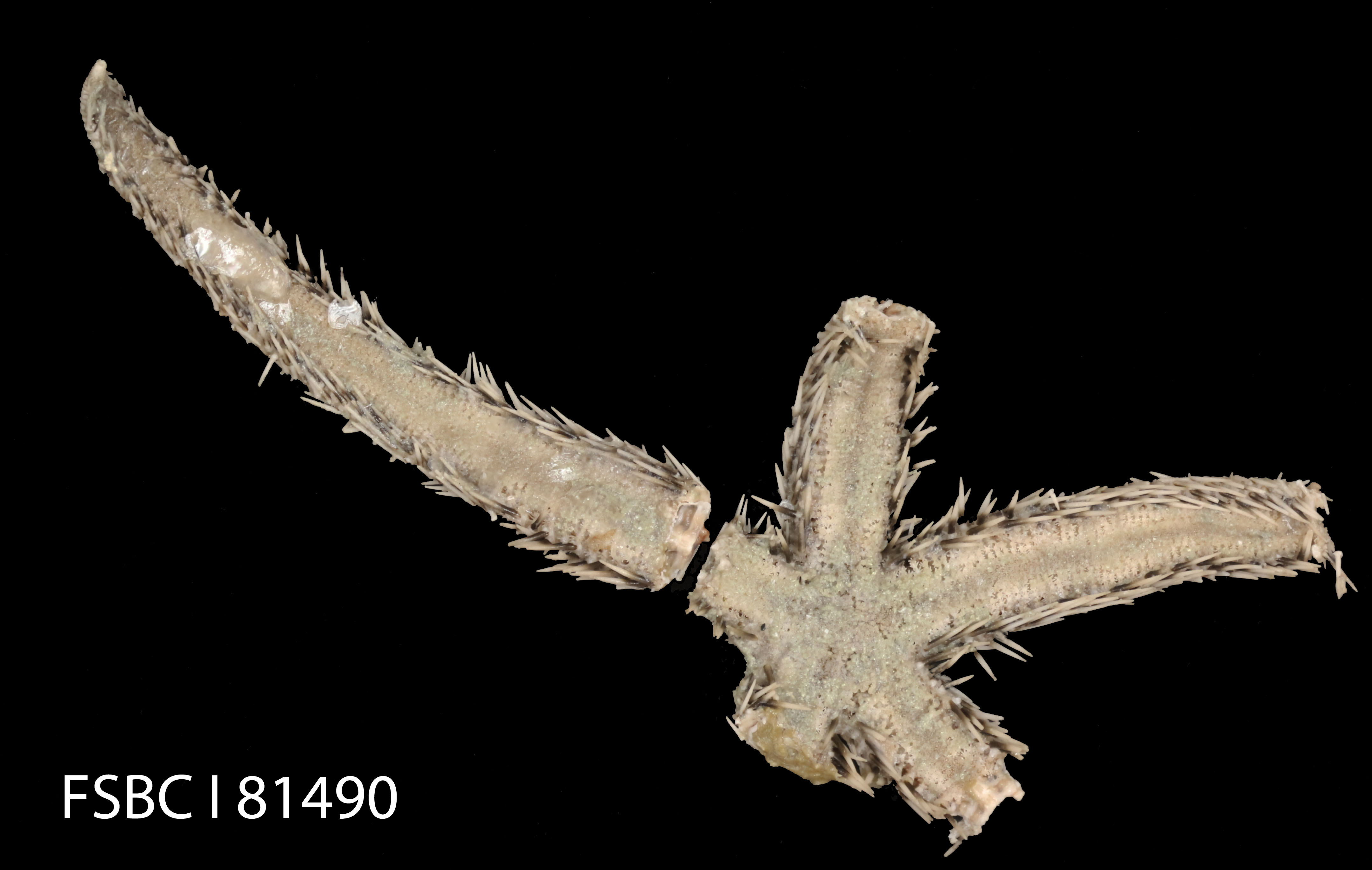
Luidia sagamina
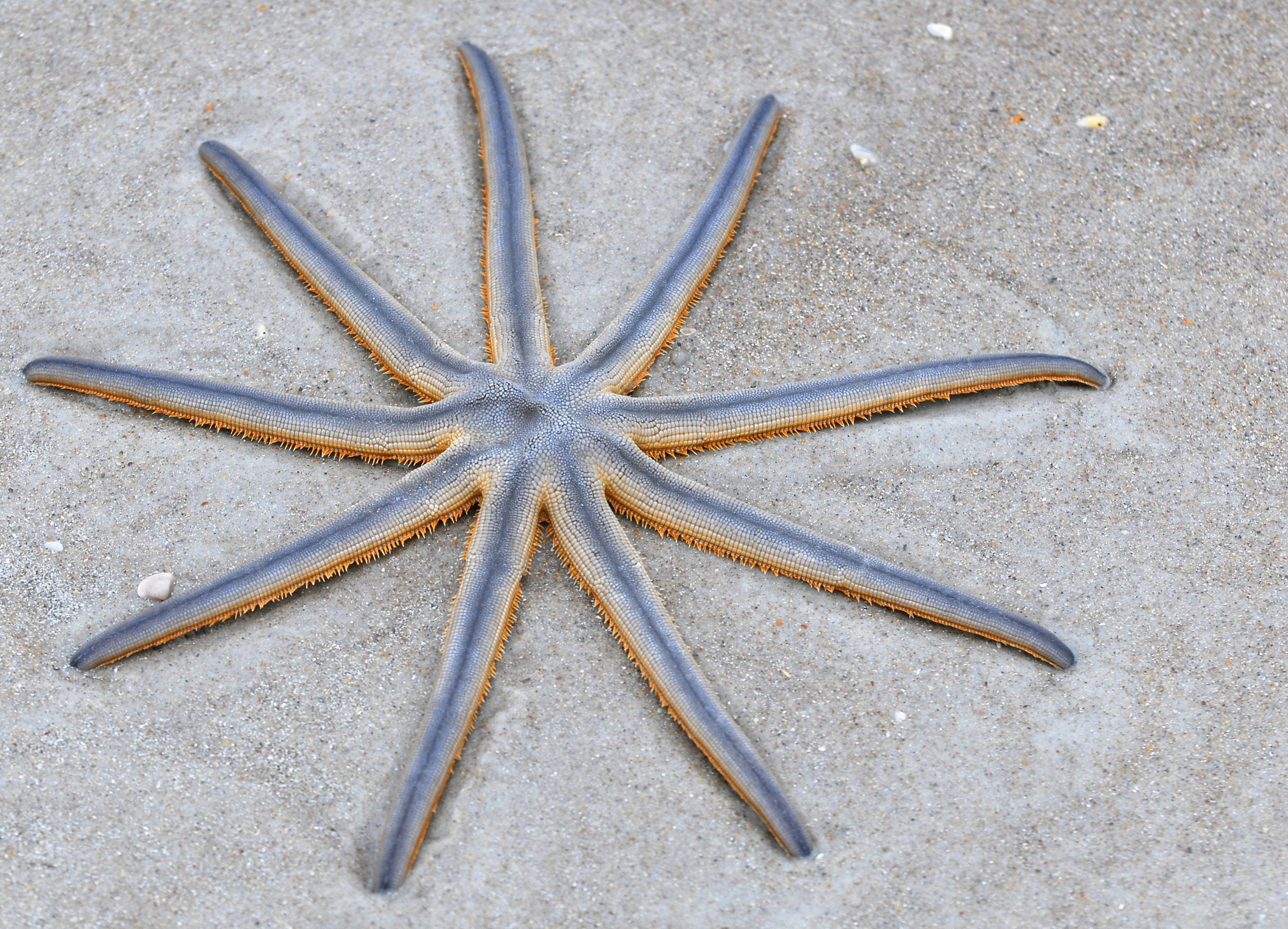
Luidia senegalensis